# Eumène (rhéteur)
Pour les articles homonymes, voir Eumène.
Eumenius (en latin, Eumenius) est un rhéteur, universitaire gallo-romain du IIIe siècle, né vers 260 à Augustodunum (Autun), mort vers 311. Il est connu comme auteur d'un panégyrique adressé à l'empereur Constance Chlore en 297 ou 298, plaidant pour la reconstruction des écoles méniennes d'Autun.

## Biographie

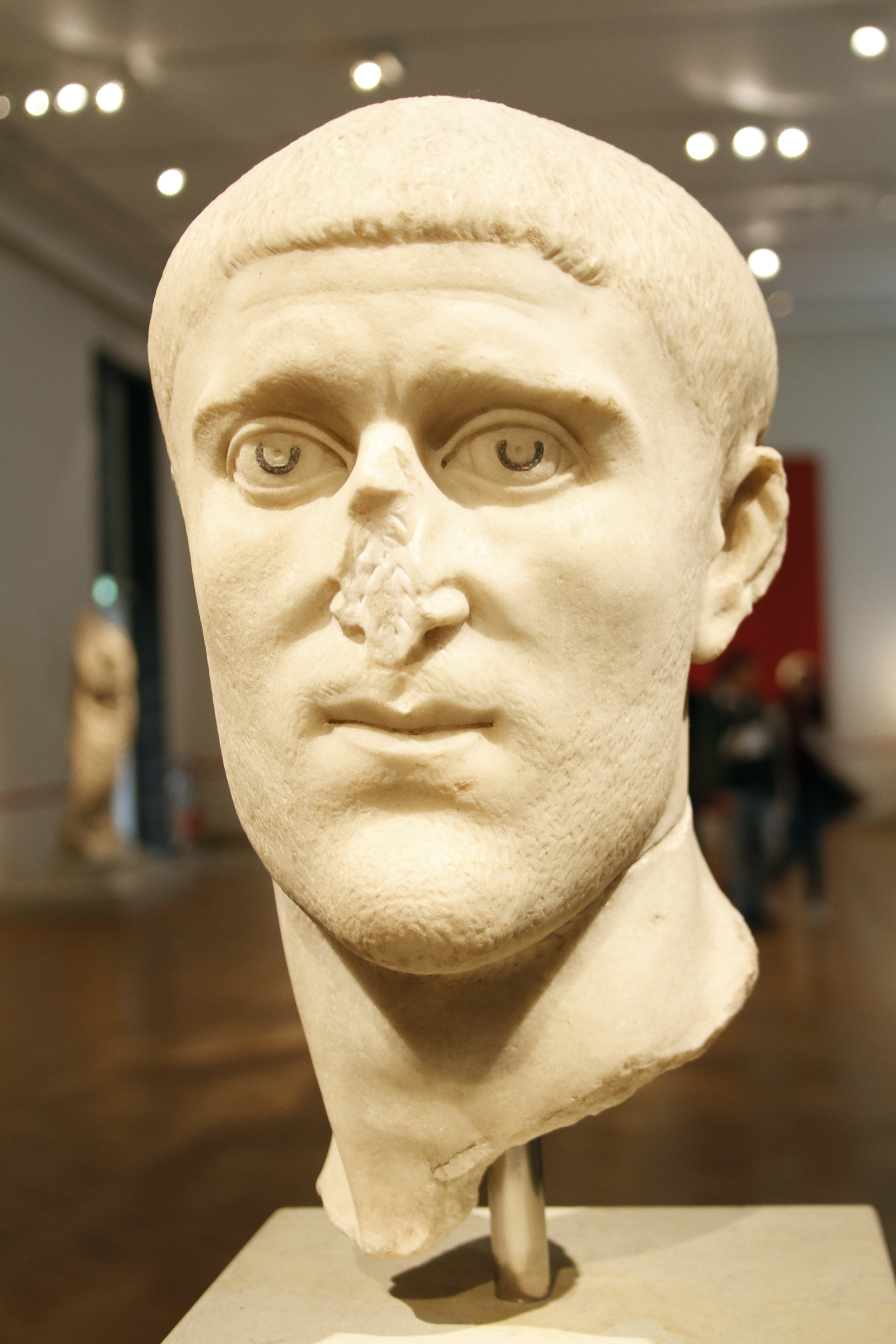
Buste en marbre à l'effigie de Constance Chlore

Il est le petit-fils d'un rhéteur grec parti enseigner à Rome puis à Augustodunum (aujourd'hui Autun), mais dont le nom n'a pas été conservé. Il devait correspondre au profil d'un rhéteur comme Hermogène de Tarse, son compatriote, qui vécut sous le règne de Marc Aurèle (de 161 à 180 ap. J.-C.).
Il est précepteur, puis professeur d'éloquence dans sa ville natale. Il est ensuite nommé à un haut poste administratif dans l'Empire : magister memoriae, responsable des archives à la chancellerie impériale, à Rome et à Augusta Treverorum. Il est ensuite nommé directeur des écoles méniennes (Scholæ menianæ) d'Augustodunum par Constance Chlore qui l'estimait. Ce dernier lui assigne 600 000 sesterces de gratification annuelle, somme qui montre l'importance de la matière enseignée, l'état de la profession et la renommée de ce professeur, par comparaison avec les 1 000 sesterces par mois et par élève tarifés pour un rhéteur par l'Édit du Maximum de 301. Constance Chlore incita la noblesse des Gaules à revenir s'installer à Augustodunum et y fit transporter un grand nombre de colons.
Eumène se charge de relever de la ruine les écoles méniennes à la suite du sac infligé par Victorin en 269. Il prononce en 298 un discours Pro restaurandis scholis (Pour la réparation des écoles), le plus important de ses écrits, où il décrit la monumentalité du bâtiment où est installée cette école ainsi que la qualité de l'enseignement qui y est dispensé.
Trois autres de ses discours nous sont parvenus, dont un panégyrique des victoires de Constance devant Maximien Hercule. Ce discours, prononcé en 296 ou 297, fit remarquer les qualités d'Eumène auprès de Constance et contribua à son ascension, envers celui qui devint son père adoptif.
L'Histoire littéraire de la France lui consacre un chapitre.

## Discours d'Eumène
Il reste de lui quatre discours, répertoriés dans les Panégyriques latins.
- Panégyrique de Constance, prononcé à Augustodunum à la fin de l'an 296 ou au commencement de 297, intitulé : « Panegyricus Constantio Caesari dictus »[5]. Ce discours, le 4e dans la série des Panégyriques latins, est le seul où figure le nom d'Eumène et son poste de memoriae magister[6].

La paternité des discours publiés à la suite du 4e fait débat, car leurs éditions manuscrites sont dépourvues d'indication d'auteur. Par commodité, les historiens comme de Tillemont, Edward Gibbon, Jacob Burckhardt ont attribué à Eumène les 5e, 6e, 7e et 8e panégyriques, tandis que le philologue Samuel Brandt (de) ne l'admet que comme auteur du 5e panégyrique. Plus largement encore, l'historien allemand Otto Seeck considère qu'Eumène est l'auteur des onze panégyriques latins répertoriés, selon une argumentation méthodiquement réfutée par René Pichon.  
- Discours pour la réparation des écoles, prononcé à Augusta Treverorum à la fin de 297 ou peut-être au commencement de 298, intitulé : « Pro restaurandis scholis oratio ».
- Panégyrique de Constantin-Auguste, prononcé à Augusta Treverorum en 309 ou 310, intitulé : « Panegyricus Constantino Augusto dictus ».
- Discours d'action de grâces, adressé à Constantin à Augusta Treverorum en 311, intitulé : « Gratiarum Actio Constantino Augusto Flaviensium nomine. »